# علم الأعصاب الاجتماعي
علم الأعصاب الاجتماعي هو علم متعدد المجالات يهدف إلى فهم كيفية قيام الأنظمة الأحيائية بتنظيم السلوك والعمليات الاجتماعية، واستخدام الأساليب والمفاهيم الأحيائية في إيضاح نظريات السلوك والعمليات الاجتماعية وتنقيحها. فالإنسان كائن اجتماعي في الأساس، وليس محبًا للفردية، فالإنسان العاقل يكوّن منظمات تتجاوز الهياكل الفردية التي تتراوح من الأزواج والأُسر والجماعات إلى المدن والحضارات والثقافات. وقد ظهرت هذه الهياكل الناشئة في الوقت ذاته مع الآليات العصبية والهرمونية لتدعمها، وذلك لأن السلوكيات الاجتماعية ساعدت هذه الكائنات على البقاء على قيد الحياة والتناسل ورعاية نسلها على مدى فترة زمنية طويلة بما فيه الكفاية ليتمكن هذا النسل من البقاء على قيد الحياة والتناسل بدوره. ويمكن تتبع تاريخ «علم الأعصاب الاجتماعي» إلى أحد المؤلفات بعنوان «نشرة علم الأعصاب الاجتماعي»، وكان يُنشَر بشكل ربع سنوي في الفترة ما بين 1988 و1994. ثم انتشر بعد ذلك في مقال بقلم جون كاتشيبو وجاري بيرنتسون، نُشِر في دورية أمريكان سايكولوجيست في عام 1992. ويُعَد كلٌ من كاتشيبو وبيرنتسون الأبوين الروحيين لعلم الأعصاب الاجتماعي. وعلى الرغم من أن هذا العلم لا يزال في مهده، إلا أن هناك صلة وثيقة تربطه بكلٍ من علم الأعصاب العاطفي وعلم الأعصاب المعرفي، إذ يركز على الكيفية التي يتوسط بها المخ في التفاعلات الاجتماعية.

## نظرة عامة
اعتبر علم الأعصاب التقليدي لسنوات عديدة أن الجهاز العصبي كيان منفصل، وتجاهل بشكل كبير آثار البيئات الاجتماعية التي يعيش فيها البشر والكثير من الأنواع الحيوانية. لكننا، في الواقع، ندرك الآن التأثير الكبير للهياكل الاجتماعية على العمليات التي يؤديها المخ والجسم. فتؤثر هذه العوامل الاجتماعية على الفرد من خلال التفاعل الدائم بين العوامل العصبية الصماوية والتمثيل الغذائي والمناعة في العمل على المخ والجسم، والذي يكون فيه المخ العضو التنظيمي المركزي، والهدف المطواع لهذه العوامل. ويبحث علم الأعصاب الاجتماعي في الآليات الأحيائية التي يقوم عليها السلوك والعمليات الاجتماعية، ويُعَد في الغالب إحدى المعضلات الرئيسية في علوم الأعصاب في القرن الحادي والعشرين، كما يطبق مفاهيم وأساليب علم الأحياء لتطوير نظريات السلوك والعمليات الاجتماعية في العلوم السلوكية والاجتماعية. ويستفيد علم الأعصاب الاجتماعي من الأساليب والمفاهيم الأحيائية لإيضاح نظريات السلوك الاجتماعي وتنقيحها، كما يستخدم البيانات والتراكيب السلوكية والاجتماعية لتطوير نظريات الوظائف والتنظيم العصبي.
على مدار الجزء الأعظم من القرن العشرين، نُظِر في الغالب للتفسيرات الاجتماعية والأحيائية على أنها متضاربة. بيد أن صور التقدم في السنوات الأخيرة أدت إلى تطوير أسلوب جديد مُستمَد من العلوم الاجتماعية والأحيائية. ومجال علم الأعصاب الاجتماعي الجديد يؤكد على العلاقة التكاملية بين مستويات التنظيم المختلفة التي تغطي المجالات الاجتماعية والأحيائية (مثل، المجالات الجزيئية، والخلوية، والنظامية، والشخصية، والارتباطية، والجماعية، والاجتماعية)، واستخدام التحليلات متعددة المستويات لتعزيز فهم الآليات التي يقوم عليها السلوك والعقل البشري.

## المناهج
هناك عدد من المناهج المُتبَعة في علم الأعصاب الاجتماعي للبحث في جوانب التلاقي بين العمليات العصبية والاجتماعية (وهي المناهج المُستمَدة من الأساليب السلوكية التي يتم تطويرها في علم النفس الاجتماعي، وعلم النفس المعرفي، وعلم النفس العصبي)، والمرتبطة بمجموعة متنوعة من الأساليب الأحيائية العصبية، مثل التصوير بالرنين المغناطيسي الوظيفي (fMRI)، والتحفيز المغناطيسي للدماغ، والإمكانات المتعلقة بالأحداث، وتخطيطات كهربية القلب، وتخطيطات كهربية العضلات، وعلم الغدد الصماء، والاستجابة الجلدية الجلفانية، والدراسات التي تتناول مرضى الآفات المخية البؤرية. وللنماذج الحيوانية أهمية أيضًا في دراسة الدور المُفترَض لعمليات أو دوائر أو بنى مخية معينة (مثل نظام المكافأة وإدمان المخدرات). بالإضافة إلى ذلك، فإن التحليلات الماورائية مهمة لتجاوز خصائص الدراسات الفردية، ويمكن لدراسات النماء العصبي المساهمة في فهمنا للعلاقات بين المخ والسلوك.

## جمعية علم الأعصاب الاجتماعي
أدت مأدبة عشاء أُقيمت لمناقشة التحديات والفرص التي ينطوي عليها مجال علم الأعصاب الاجتماعي متعدد التخصصات في أحد اجتماعات جمعية علم الأعصاب بمدينة شيكاغو في نوفمبر 2009 إلى سلسلة من الاجتماعات برئاسة جون كاتشيبو وجين ديكتي مع عدد من العلماء. وقد عرفوا علم الأعصاب الاجتماعي، بوجه عام، بأنه دراسة متعددة التخصصات للآليات الوراثية، والخلوية، والهرمونية، والعصبية التي تقوم عليها البِنى الناشئة التي تُعرِّف الأنواع الاجتماعية. وكان من بين المشاركين في تلك الاجتماعات علماء استخدموا مجموعة كبيرة ومتنوعة من المناهج في الدراسات التي أُجريت على الحيوانات والبشر والمشاركين من المرضى والأصحاء، واتفقوا بالإجماع على ضرورة إنشاء جمعية لعلم الأعصاب الاجتماعي من أجل منح العلماء من أصحاب التخصصات ووجهات النظر المختلفة الفرصة للالتقاء والتواصل والاستفادة من أعمال كلٍ منهم. وجاء تدشين جمعية علم الأعصاب الاجتماعي الدولية متعددة التخصصات (http://S4SN.org) في ختام تلك المشاورات التي تمت في أوكلاند، بنيوزيلندا في 20 يناير 2010، وأُقيم الاجتماع الافتتاحي للجمعية في 12 نوفمبر 2010، أي قبل يوم واحد من اجتماع جمعية علم الأعصاب في عام 2010 (سان دييغو، كاليفورنيا).

## دوريات علم الأعصاب الاجتماعي
- دورية علم الأعصاب الاجتماعي (Social Neuroscience) - Social Neuroscience.
- دورية علم الأعصاب العاطفي والمعرفي الاجتماعي (Social Cognitive and Affective Neuroscience) - الصفحة الرئيسية.
- دورية علم الأعصاب المعرفي (The Journal of Cognitive Neuroscience) تنشر مقالات عن علم الأعصاب الاجتماعي، مثل العدد الخاص نسخة محفوظة 26 أكتوبر 2008 على موقع واي باك مشين. الصادر في عام 2004.

### أقسام علم الأعصاب الاجتماعي
- نشرت دورية الشخصية وعلم النفس الاجتماعي (JPSP) قسمًا خاصًا لهذا العلم في عام 2003.
- نشرت دورية نيوروسيكولوجي (Neuropsychologia) عددًا خاصًا في عام 2003.
- نشرت دورية نيوروإيمدج (NeuroImage) قسمًا خاصًا عن علم الأعصاب المعرفي الاجتماعي في عدد ديسمبر 2005.
- نشرت دورية سيكوفسيولوجي (Psychophysiology) عدة مقالات تتناول علم الأعصاب الاجتماعي.
- تنشر دورية بيولوجيكال سيكولوجي (Biological Psychology) بانتظام الأعمال التي تتناول علم الأعصاب الاجتماعي.

## كتابات أخرى
- Brune, M., Ribbert, H., & Schiefenhovel, W. (2003). The social brain: evolution and pathology. Hoboken, NJ: Wiley & Sons Ltd.
- Cacioppo, J.T. (2002). Social neuroscience: Understanding the pieces fosters understanding the whole and vice versa. American Psychologist, 57, 819-831.
- Cacioppo, J. T., & Berntson, G. G. (1992). Social psychological contributions to the decade of the brain: Doctrine of multilevel analysis. American Psychologist, 47, 1019-1028.
- Cacioppo, J.T., Berntson, G.G., Sheridan, J.F., & McClintock, M.K. (2000). Multilevel integrative analyses of human behavior: social neuroscience and the complementing nature of social and biological approaches. Psychological Bulletin, 126, 829-843.
- Cacioppo، John T. (2004). Social Neuroscience: Key Readings,. Psychology Press. مؤرشف من الأصل في 2012-02-08. {{استشهاد بكتاب}}: الوسيط author-name-list parameters تكرر أكثر من مرة (مساعدة)، تجاهل المحلل الوسيط |الرقم المعياري= لأنه غير معروف، ويقترح استخدام |ردمك= (مساعدة)، وروابط خارجية في |ناشر= (مساعدة).
- Cacioppo، John T. (2005). Social Neuroscience: People Thinking about Thinking People. MIT Press. {{استشهاد بكتاب}}: الوسيط author-name-list parameters تكرر أكثر من مرة (مساعدة) وتجاهل المحلل الوسيط |الرقم المعياري= لأنه غير معروف، ويقترح استخدام |ردمك= (مساعدة).
- [[Cozolino, L. (2006). The Neuroscience of Human Relationships: Attachment And the Developing Social Brain. W. W. Norton & Company.
- de Haan, M., & Gunnar, M.R. (2009). Handbook of Developmental Social Neuroscience. The Guilford Press.
- Decety, J., & Cacioppo, J.T. (2011). Handbook of Social Neuroscience. New York: Oxford University Press.
- Decety, J., & Ickes, W. (2009). The Social Neuroscience of Empathy. Cambridge: MIT press.
- Emery, N.J. (2007). Cognitive Neuroscience of Social Behavior. Taylor & Francis.
- Harmon-Jones، E. (2007). Social Neuroscience: Integrating Biological and Psychological Explanations of Social Behavior. Guilford Press. {{استشهاد بكتاب}}: الوسيط author-name-list parameters تكرر أكثر من مرة (مساعدة) وتجاهل المحلل الوسيط |الرقم المعياري= لأنه غير معروف، ويقترح استخدام |ردمك= (مساعدة).
- van Lange, P.A.M. (2006). Bridging social psychology: benefits of transdisciplinary Approaches. Mahwah, NJ: Lawrence Erlbaum Associates.
- Wolpert, D. & Frith, C. (2004). The Neuroscience of Social Interactions: Decoding, Influencing, and Imitating the Actions of Others. Oxford: Oxford University Press.

## وصلات خارجية
- Society for Social Neuroscience.
- New Society for Social Neuroscience to help guide emerging field from the University of Chicago News Office.
- University of Chicago Center for Cognitive and Social Neuroscience.
- "What is social neuroscience?" Introduction from the first issue (March 2006) of the journal Social Neuroscience defining social neuroscience, listing the tools of social neuroscience, and addressing the impact of social neuroscience.